# Robert Huntington (tennis)
Robert (Bob) P. Huntington est un joueur de tennis américain né le 15 janvier 1869 et mort le 12 mars 1949. Il a notamment remporté les Internationaux des États-Unis en 1891 et 1892 en double messieurs (avec Oliver Campbell).

## Palmarès en Grand Chelem

### Titres en double
|   | Date | Nom et lieu du tournoi    | Cat.      | ($) | Surface      | Partenaire      | Finalistes                     | Score              |
| - | ---- | ------------------------- | --------- | --- | ------------ | --------------- | ------------------------------ | ------------------ |
| 1 | 1891 | US Men's National Champ’s | G. Chelem |     | Herbe (ext.) | Oliver Campbell | Valentine Hall Clarence Hobart | 6-3, 6-4, 8-6      |
| 2 | 1892 | US Men's National Champ’s | G. Chelem |     | Herbe (ext.) | Oliver Campbell | Edward Hall Valentine Hall     | 6-4, 6-2, 4-6, 6-3 |

### Finales en double
|   | Date | Nom et lieu du tournoi    | Cat.      | ($) | Surface      | Vainqueurs                 | Partenaire      | Score              |
| 1 | 1893 | US Men's National Champ’s | G. Chelem |     | Herbe (ext.) | Clarence Hobart Fred Hovey | Oliver Campbell | 6-3, 6-4, 4-6, 6-2 |